# Parc national de Baizhangji - Feiyunhu
 (septembre 2017).
Si vous disposez d'ouvrages ou d'articles de référence ou si vous connaissez des sites web de qualité traitant du thème abordé ici, merci de compléter l'article en donnant les références utiles à sa vérifiabilité et en les liant à la section « Notes et références ».
Le parc national de Baizhangji - Feiyunhu (chinois : 百丈漈—飞云湖风景名胜区 ; pinyin : bǎizhàng jì - fēiyún hú fēngjǐng míngshèng qū) est un parc national de république populaire de Chine situé sur le xian de Wencheng, ville-préfecture de Wenzhou, dans la province du Zhejiang. Ce parc a été classé dans la cinquième série de la liste des parcs nationaux de la république populaire de Chine en 2004.
Il est composé de la chute d'eau Baizhangji (zh) (百丈漈), composé de trois chute d'une hauteur totale de 365 mètres et du lac Feiyun (zh) (飞云湖).